# Marne Valley Conservation Park
Marne Valley Conservation Park är en park i Australien. Den ligger i delstaten South Australia, omkring 77 kilometer nordost om delstatshuvudstaden Adelaide.
Trakten runt Marne Valley Conservation Park är nära nog obefolkad, med mindre än två invånare per kvadratkilometer.. Närmaste större samhälle är Cambrai, nära Marne Valley Conservation Park.
Omgivningarna runt Marne Valley Conservation Park är i huvudsak ett öppet busklandskap. Genomsnittlig årsnederbörd är 419 millimeter. Den regnigaste månaden är juli, med i genomsnitt 68 mm nederbörd, och den torraste är december, med 8 mm nederbörd.